# Rothenkirchen (Burghaun)
Rothenkirchen ist ein Ortsteil der Marktgemeinde Burghaun im osthessischen Landkreis Fulda.

## Geographische Lage
Rothenkirchen ist rund drei Kilometer vom Kernort Burghaun entfernt und liegt nordwestlich davon am Eintritt des Rainbachs in den Talgrund der Haune. Die Gemarkung Rothenkirchen umfasst auch das südwestlich der Ortschaft bis zu hundert Meter tief eingekerbte Waldtal an der Unterrainmühle und an der Oberrainmühle. Die Gemarkungsfläche beträgt 1017 Hektar (1961), davon sind 461 Hektar bewaldet.

## Geschichte

### Ortsgeschichte
Rothenkirchen wurde im Jahr 1120 erstmals wegen einer Schenkung an das Kloster Fulda urkundlich erwähnt.
Zum 31. Dezember 1971 fusionierten im Zuge der Gebietsreform in Hessen die bis dahin selbständigen Gemeinden Burghaun, Hünhan, Rothenkirchen und Steinbach im Landkreis Hünfeld freiwillig zur erweiterten Gemeinde Burghaun.
Für Rothenkirchen sowie für alle ehemals eigenständigen Gemeinden von Burghaun wurden Ortsbezirke mit Ortsbeirat und Ortsvorsteher nach der Hessischen Gemeindeordnung gebildet.

### Bevölkerung
Einwohnerentwicklung
- 1812: 53 Feuerstellen, 352 Seelen[1]

| Rothenkirchen: Einwohnerzahlen von 1812 bis 2013 | Rothenkirchen: Einwohnerzahlen von 1812 bis 2013 | Rothenkirchen: Einwohnerzahlen von 1812 bis 2013 | Rothenkirchen: Einwohnerzahlen von 1812 bis 2013 | Rothenkirchen: Einwohnerzahlen von 1812 bis 2013 |
| --- | ------------------------------------------------ | ------------------------------------------------ | ------------------------------------------------ | ------------------------------------------------ |
| Jahr |                                                  |                                                  |                                                  | Einwohner                                        |
| 1812 | 1812                                             |                                                  | 352                                              | 352                                              |
| 1834 | 1834                                             |                                                  | 724                                              | 724                                              |
| 1840 | 1840                                             |                                                  | 757                                              | 757                                              |
| 1846 | 1846                                             |                                                  | 782                                              | 782                                              |
| 1852 | 1852                                             |                                                  | 718                                              | 718                                              |
| 1858 | 1858                                             |                                                  | 731                                              | 731                                              |
| 1864 | 1864                                             |                                                  | 816                                              | 816                                              |
| 1871 | 1871                                             |                                                  | 724                                              | 724                                              |
| 1875 | 1875                                             |                                                  | 709                                              | 709                                              |
| 1885 | 1885                                             |                                                  | 651                                              | 651                                              |
| 1895 | 1895                                             |                                                  | 628                                              | 628                                              |
| 1905 | 1905                                             |                                                  | 566                                              | 566                                              |
| 1910 | 1910                                             |                                                  | 557                                              | 557                                              |
| 1925 | 1925                                             |                                                  | 556                                              | 556                                              |
| 1939 | 1939                                             |                                                  | 556                                              | 556                                              |
| 1946 | 1946                                             |                                                  | 925                                              | 925                                              |
| 1950 | 1950                                             |                                                  | 889                                              | 889                                              |
| 1956 | 1956                                             |                                                  | 761                                              | 761                                              |
| 1961 | 1961                                             |                                                  | 701                                              | 701                                              |
| 1967 | 1967                                             |                                                  | 705                                              | 705                                              |
| 1970 | 1970                                             |                                                  | 677                                              | 677                                              |
| 1980 | 1980                                             |                                                  | ?                                                | ?                                                |
| 1990 | 1990                                             |                                                  | ?                                                | ?                                                |
| 2000 | 2000                                             |                                                  | ?                                                | ?                                                |
| 2011 | 2011                                             |                                                  | 756                                              | 756                                              |
| 2013 | 2013                                             |                                                  | 765                                              | 765                                              |
| Datenquelle: Historisches Gemeindeverzeichnis für Hessen: Die Bevölkerung der Gemeinden 1834 bis 1967. Wiesbaden: Hessisches Statistisches Landesamt, 1968. Weitere Quellen: LAGIS; Gemeinde Burghaun; Zensus 2011 |                                                  |                                                  |                                                  |                                                  |

Religionszugehörigkeit
| • 1885: | 597 evangelische (= 91,71 %), 4 katholische (= 0,61 %), 50 jüdische (= 7,68 %) Einwohner |
| • 1961: | 616 evangelische (= 87,87 %), 80 katholische (= 11,41 %) Einwohner                       |

## Politik
Für Rothenkirchen besteht ein Ortsbezirk (Gebiete der ehemaligen Gemeinde Rothenkirchen) mit Ortsbeirat und Ortsvorsteher nach der Hessischen Gemeindeordnung. Der Ortsbeirat besteht aus sieben Mitgliedern. Bei den Kommunalwahlen in Hessen 2021 betrug die Wahlbeteiligung zum Ortsbeirat 52,50 %. Es erhielten die SPD mit 58,75 % vier Sitze, und die FDP mit 41,25 % drei Sitze. Der Ortsbeirat wählte Michael Schneider (SPD) zum Ortsvorsteher.

## Verkehr
Durch Rothenkirchen führt die Landesstraße 3169, die von der dem Haunetal folgenden Bundesstraße 27 abzweigt und den Ort mit den Ortschaften im Kiebitzgrund und mit Schlitz verbindet.